# Schloss Wetzhausen

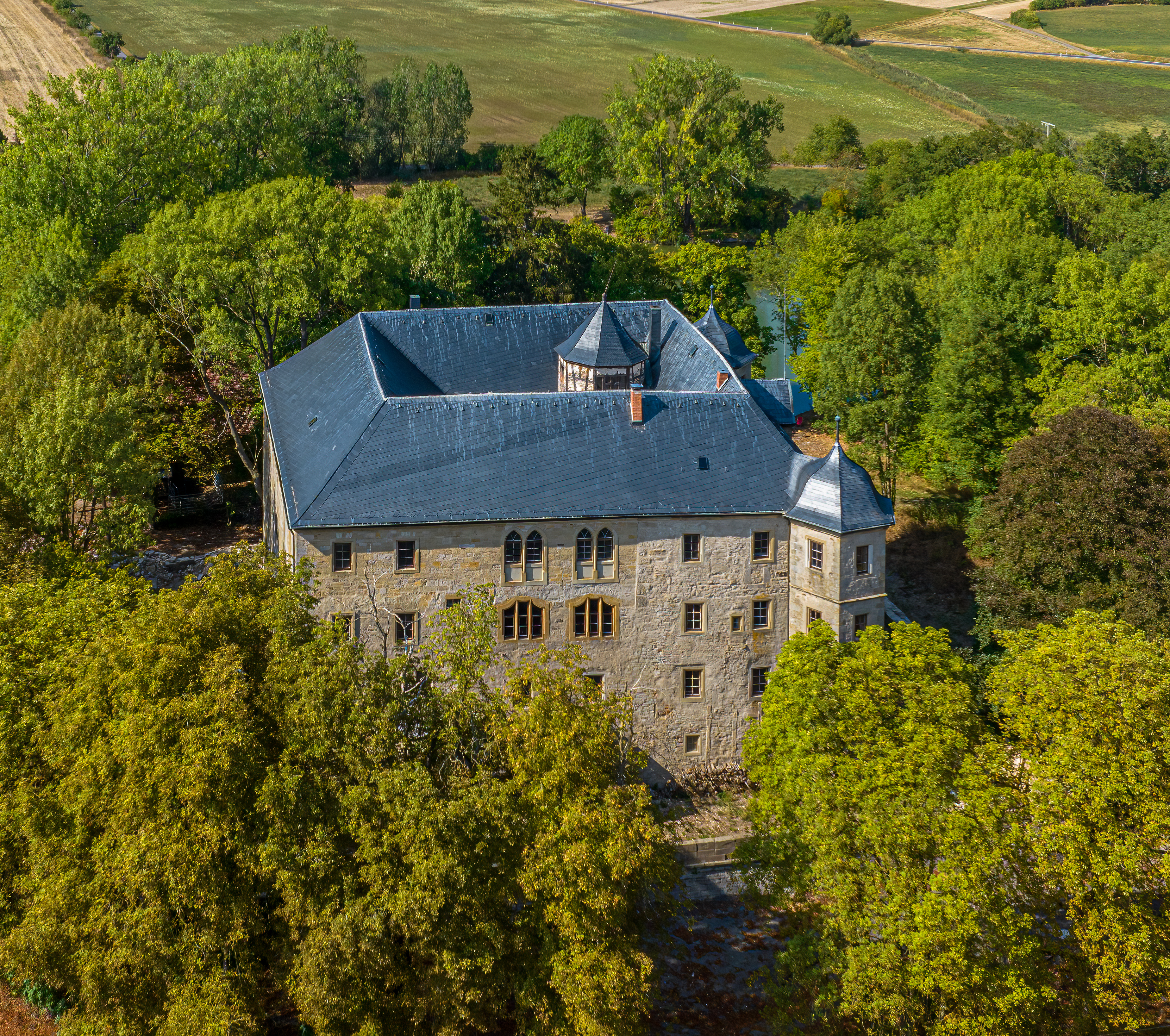
Schloss Wetzhausen

Das Schloss Wetzhausen ist ein denkmalgeschütztes Bauwerk, das im Gemeindeteil Wetzhausen des Marktes Stadtlauringen im Landkreis Schweinfurt (Unterfranken, Bayern) steht. Das Bauwerk ist unter der Denkmalnummer D-6-78-181-143 als Baudenkmal in der Bayerischen Denkmalliste eingetragen.

## Beschreibung
Das Schloss, eine frühere Wasserburg, ist seit dem 14. Jahrhundert der Stammsitz des uralten fränkischen Geschlechts der Truchsesse von Wetzhausen. Es wurde im Deutschen Bauernkrieg zerstört und im 16./17. Jahrhundert unter Verwendung älterer Teile wieder aufgebaut. Es besteht aus vier Gebäudetrakten mit je vier Geschossen um einen Innenhof. In der Mitte der Vorderfront zwischen den polygonalen Ecktürmen prangt ein rechteckiger Erker, der sich bis zum vierten Geschoss erhebt. Die Brüstungen seiner Fenster sind mit nachgotischem Blendmaßwerk geschmückt.